# Richard Mollier
Pour les articles homonymes, voir Mollier.
Richard Mollier, né le 30 novembre 1863 à Trieste et décédé le 13 mars 1935 à Dresde, est un physicien et ingénieur allemand. Il a donné son nom au diagramme de Mollier.
Il se forma aux universités de Graz et de Munich puis fut professeur aux universités de Göttingen et Dresde.